# NAG-Voran Typ 220
Der NAG-Voran Typ 220 ist ein Mittelklassewagen, den der Berliner Automobilhersteller NAG im Februar 1933 auf der Berliner Automobilausstellung präsentierte.
Nachdem man bei NAG erkannt hatte, dass sich der Großteil der Käuferschaft keine Luxuswagen mehr leisten konnte, entwickelte man ein kleineres Modell, das zunächst auch Beifall fand. Der Frontantriebswagen war mit Patenten der vom Mutterkonzern AEG aufgekauften Voran-Automobilbau von den Ingenieuren Bussien und Henze entwickelt worden. Die Konstruktion litt allerdings noch unter erheblichen Kinderkrankheiten: Der luftgekühlte 4-Zylinder-Boxermotor mit stehenden Ventilen war laut und leistungsschwach. Er entwickelte 30 PS (22 kW) aus 1,5 Litern Hubraum, die über ein unsynchronisiertes 4-Gang-Getriebe mit Krückstockschaltung an die Vorderräder weitergeleitet wurden. Die Sperrholzkarosserie war selbsttragend und mit Kunstleder bezogen (ähnlich den DKW 4=8-Modellen). Alle vier Räder waren einzeln aufgehängt, die vorderen hatten eine Rohrführung, die hinteren Schwingarme, beide Achsen mit Schraubenfedern.
Oberingenieur Martin Stolle überarbeitete das Konzept, machte den Motor leiser, baute anstatt der Rohrführung der Vorderräder Doppelquerlenker ein und ersetzte das Kunstleder der Karosserie durch eine Blechbeplankung.
Dennoch entstanden bis 1934 nur ungefähr 500 Exemplare des Wagens, meistens als zweitürige Cabriolimousine, aber auch als viertüriges Taxi. Nach diesem Misserfolg baute NAG keine Autos mehr.

## Technische Daten
| Typ                   | Voran 220 (6/30 PS)       | Voran 220 Droschke (6/30 PS) |
| Bauzeitraum           | 1933–1934                 | 1933–1934                    |
| Aufbauten             | L2                        | L4                           |
| Motor                 | 4 Zyl. Boxer 4-Takt       | 4 Zyl. Boxer 4-Takt          |
| Ventile               | stehend (SV)              | stehend (SV)                 |
| Bohrung × Hub         | 70 mm × 96 mm             | 70 mm × 96 mm                |
| Hubraum               | 1484 cm³                  | 1484 cm³                     |
| Leistung (PS)         | 30                        | 30                           |
| Leistung (kW)         | 22                        | 22                           |
| bei Drehzahl (1/min)  | 3000                      | 3000                         |
| Verdichtung           | 5,5 : 1                   | 5,5 : 1                      |
| Verbrauch             | 11 l / 100 km             | 12 l / 100 km                |
| Getriebe              | 4-Gang                    | 4-Gang                       |
| Höchstgeschwindigkeit | 85 km/h                   | 75 km/h                      |
| Leergewicht           | 980 kg                    | 1100 kg                      |
| Zul. Gesamtgewicht    | 1430 kg                   | 1550 kg                      |
| Elektrik              | 12 Volt                   | 12 Volt                      |
| Länge                 | 4220 mm                   | 4320 mm                      |
| Breite                | 1520 mm                   | 1520 mm                      |
| Höhe                  | 1560 mm                   | 1700 mm                      |
| Radstand              | 2650 mm                   | 2750 mm                      |
| Spur vorne/hinten     | 1266 mm / 1266 mm         | 1266 mm / 1266 mm            |
| Reifengröße           | 5,00-18 oder Aero 4,75-18 | Aero 4,75-18                 |

- L2 = 2-türige Cabrio-Limousine
- L4 = 4-türige Limousine